# Fabiano de Freitas Santos
Fabiano de Freitas Santos, mais conhecido como Fabiano, (Aracaju, 1 de setembro de 1982) é um ex-futebolista brasileiro que atuava como lateral-direito.
Passou a chamar a atenção no cenário nacional, quando marcou 2 gols no Vasco da Gama pela Copa do Brasil de 2008, quando atuava pelo Itabaiana, a partida, realizada em São Januário acabou em 3x2 para o clube carioca.
A partir dessa partida, passou a ser cobiçado por vários clubes, até que um grupo de empresários o levou para o Santos, com o aval do então técnico Cuca.
Sua estréia no Santos foi na partida contra o Náutico, no Estádio dos Aflitos em Recife pelo campeonato brasileiro. Sua equipe acabou derrotada por 1 a 0.
Após uma passagem apagada pelo Santos, o jogador transferiu-se em 2009 para o Confiança, onde disputou o Campeonato Sergipano, Copa do Brasil e a Série C. Atualmente, ele trabalha com embarcação .

## Títulos
Bahia
- Campeonato Baiano: 2001

- Copa do Nordeste: 2001, 2002

América-SE
- Campeonato Sergipano de Futebol de 2006

Itabaiana
- Copa Governo do Estado de Sergipe: 2007